# Ebo Aebischer

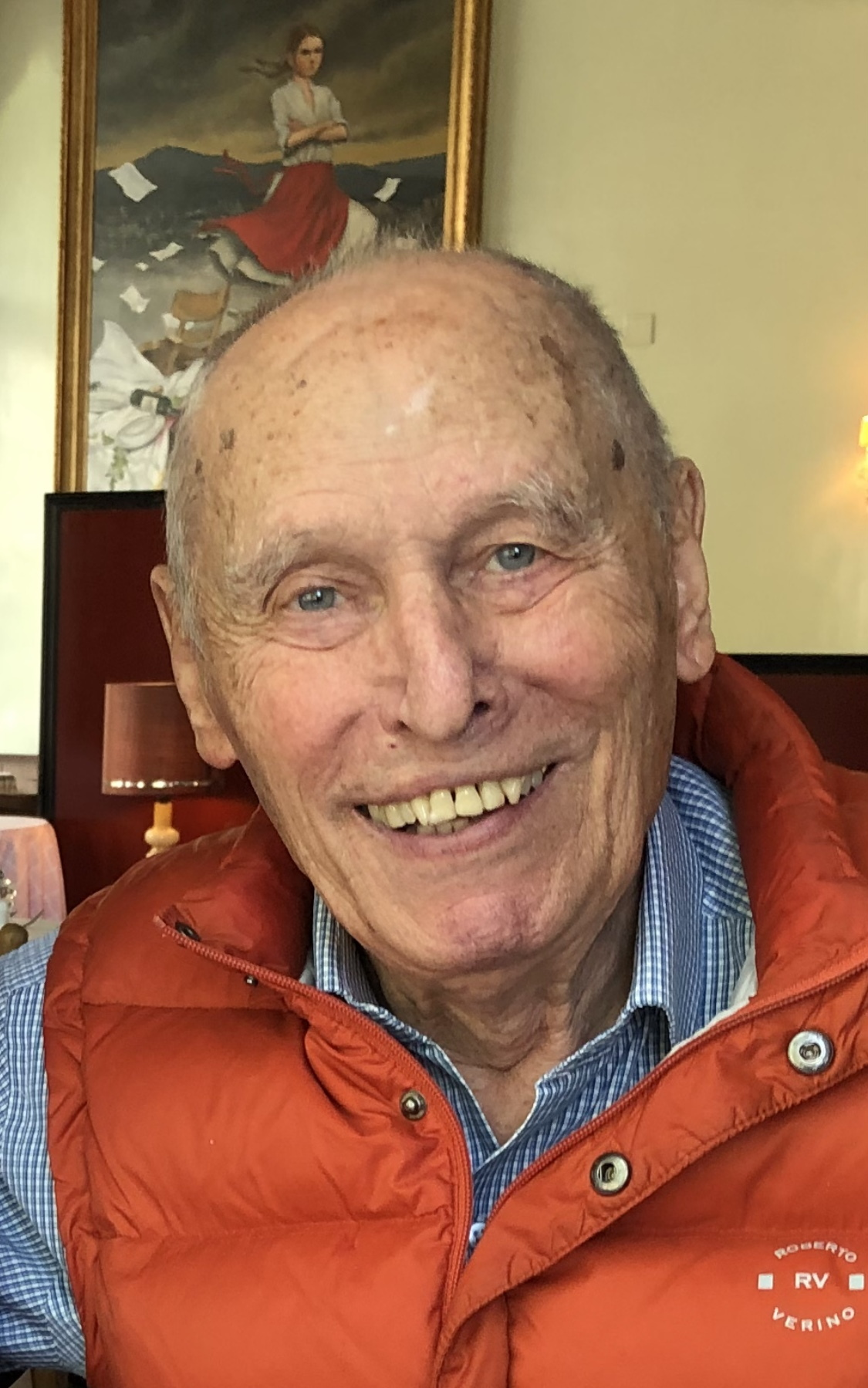
Ebo Aebischer, Biochemiker und Theologe (2024)

Ebo Aebischer, getauft auf die Vornamen Johannes Eberhard (* 30. September 1936 in Frankenberg/Sachsen; † 13. Dezember 2024; heimatberechtigt in Guggisberg), war ein Biochemiker und Theologe in der Schweiz.

## Herkunft
Die Urgrosseltern väterlicherseits, Johannes Aebischer und Barbara, geborene Burri, waren gegen das Ende des 19. Jahrhunderts mit ihren drei Söhnen von Guggisberg nach Sachsen ausgewandert, wo sie als Schweizer landwirtschaftliche Viehwirtschaft betrieben. Grossvater Johannes stürzte vom Pferd und starb im Alter von 34 Jahren. Der Vater lernte Schlosser und Elektroinstallateur und vermählte sich 1935 mit Elisabeth, geborene Claus.

## Jugendzeit und Studienjahre

### In Deutschland
Geboren in Deutschland während der Zeit des Nationalsozialismus, lebte Ebo Aebischer als Sohn des Johannes und der Elisabeth, geb. Claus, in Frankenberg/Sachsen, nahe Chemnitz. Am 27. Februar 1945 kam seine Schwester Erika bei einem Bombenangriff auf das Kinderspital Leipzig ums Leben. Im Jahre 1951 gelang die Flucht mit den Eltern und der Schwester Ursula aus der damaligen Deutschen Demokratischen Republik in die Schweiz. Aus diesem Grunde musste eine Bäckerlehre abgebrochen werden.

### In der Schweiz, Kanton Bern
In der Schweiz angekommen, wurde er als Verdingkind zu einem Bauern nach Hinterfultigen BE geschickt. Seine drei Jahre jüngere Schwester Ursula wurde von der Vormundschaft in ein Heim für schwer erziehbare Kinder gesteckt. Am 17. Juli 1951 wurde seine jüngste Schwester Christiane in Bern geboren.
Es folgte eine Laborantenlehre im Schweizerischen Serum- und Impfinstitut sowie ein Studium der Mikrobiologie im selben Institut und ein Studium der Chemie in Burgdorf BE.
Von 1982 bis 1990 studierte Aebischer Theologie in Bern, Freiburg im Üechtland und Paderborn bei Eugen Drewermann. Die Promotionsschrift in Praktischer Theologie zum Thema Seelsorge und Suizid  wurde im Jahr 2000 als Buch publiziert. 1993 erfolgte die Ordination zum Pfarrer (VDM) der Evangelisch-reformierten Landeskirche des Kantons Bern.

## Berufsleben

### In Kinshasa im Congo ex belge
Von 1962 bis 1966 war Aebischer Leiter des Untersuchungslabors der Société Générale de Surveillance, Genf. Er machte das Fallschirmspring-Brevet der französischen Armee im Kongo-Brazzaville.

### In Bern
In Bern leitete er die Impfstoffabteilung im Schweizerischen Serum- und Impfinstitut (Institut Berna). Er war Chef der Plasmafraktionierung im Zentrallabor des Schweizerischen Roten Kreuzes in Bern.
Im Schweizer Militär brachte er es zum Offizier der Fliegerabwehr (Flab) und erhielt 1969 eine Berufung in den Armeestab. In der Folge wechselte er zu den Sanitätstruppen und wurde Chef eines Militärspital-Laboratoriums. 1972 war er Delegierter des CISM der Schweizer Armee für die Olympischen Spiele in München.
Er gründete 1966 ein medizinisch-diagnostisches Untersuchungslabor und leitete es bis 1982, als es an MetPath Laboratories Inc., New York USA verkauft wurde.
Als Theologe spezialisierte sich Ebo Aebischer auf die Seelsorge mit Hinterbliebenen, die einen Nächsten durch Suizid verloren haben und gründete Refugium, den Verein für Hinterbliebene nach Suizid. Im Rahmen eines diesbezüglichen, durch den Synodalrat des Kantons Bern erteilten Mandates widmete er sich zusammen mit seiner Gattin Monique Aebischer-Crettol während vielen Jahren dem Dienst Trauernde im Internet bei der ersten ökumenischen Internet-Seelsorge, dem Seelsorge.net. Seine Erfahrung liess er in zahlreiche Fachartikel einfliessen, und er war an der Europäischen Christlichen Internet Konferenz (ECIC) Referent dafür.

## Familie
1964 heiratete er die Walliserin Monique Crettol. Gemeinsam hatten sie die Kinder Sigiriya (1966), Sandra (1967) und Pascale (1970).

## Publikationen (Auswahl)

### Bücher
- Übersetzung des Buches von Michael Novak The Spirit of Democratic Capitalism aus dem amerikanischen Englisch ins Deutsche: Der Geist des demokratischen Kapitalismus. Knecht-Verlag, Frankfurt am Main 1992, gebunden, 476 S., ISBN 3-7820-0642-9.
- Seelsorge und Suizid. Seelsorge mit Hinterbliebenen, die von einem Suizid betroffen wurden. Verlag Peter Lang, Bern 2000, 580 S., ISSN 0721-3409, ISBN 3-906764-27-3.
- Aus zwei Booten wird ein Floß. Suizid und Todessehnsucht. Erklärungsmodelle. Begleitung und Prävention. Hrsg.: Anne Rüffer, Haffmans Verlag, Zürich 2000, broschiert, 367 S., ISBN 3-251-40014-2.
- Suizid und Todessehnsucht. Hrsg.: Anne Rüffer, BoD 2000, ISBN 3-0344-0089-6 / BoD 2002, 372 S., ISBN 978-3-0344-0089-3.

### Fachartikel
- Nicht davon zu reden, ist gefährlich. In: Reformiertes Forum. 34, 25. August 1995.
- Suizid: Ein Fachmann beantwortet brennende Fragen. In: Musenalp Express Spezial. Juni 1996.
- Begleitung von Hinterbliebenen nach einem Suizid. In: Diakonia. September 1999.
- Warum hast du das getan? In: Leben und Glauben. 2. November 2000.
- Gedanken aus Sicht eines Begleiters von Eltern, die ein Kind durch Suizid verloren haben. In: Schule und Elternhaus. 2000, Jugendsuizid aktiv vorbeugen, S. 42–45.
- Suizid: Tod als Ausweg? Wenn das Leben unerträglich wird. In: forum. 15, 2000.
- Suizid. IV. Praktisch-theologisch. In: Religion in Geschichte und Gegenwart (RGG). 4. Auflage, Band 7, Tübingen 2005, Sp. 1853–1855.
- Suizid und Suizidhilfe. In: Schweizerische Ärztezeitung. 22. Mai 2013.
- Wer hilft den Suizidgefährdeten? In: Neue Zürcher Zeitung. 10. September 2015.
- Entmedizinalisierung von Suizidhilfe. In: Schweizerische Ärztezeitung. 20. Januar 2016.
- Assistierter Suizid und Hippokratischer Eid. In: Schweizerische Ärztezeitung. 9. April 2019.
- Umgang mit Sterben und Tod: Über die überarbeiteten Richtlinien. In: Schweizerische Ärztezeitung. 22. Februar 2022.